# Jeux du Commonwealth Île de Man
L'Association des jeux du Commonwealth de l'île de Man , en anglais Commonwealth Games Isle of Man (IOMCGA) est un organisme à but non lucratif qui est responsable du mouvement des Jeux du Commonwealth dans la dépendance de la Couronne britannique de l'Île de Man.
L'île de Man ne possède pas de comité national olympique puisque les athlètes concourent sous la bannière de l'association olympique britannique (Team GB), comme c'est le cas avec le sportif Mark Cavendish.
L'association est charge de représenter la nation auprès des instances des jeux du Commonwealth et de préparer la délégation des athlètes aux compétitions. Elle collabore également avec la commission des sports  qui est un organisme de bienfaisance créé en 1991 chargée de développer et de promouvoir le sport et l'activité physique dans l'île. 
L’'île de Man participe aux Jeux du Commonwealth depuis les Jeux de 1958 à Cardiff. L'île a été le pays hôte des Jeux de la Jeunesse du Commonwealth en 2011.